# Babette Babich
Babette Babich, född 14 november 1956 i New York, är en amerikansk filosof och författare. Hon är professor i filosofi vid Fordham University.
Babich avlade doktorsexamen i filosofi vid Boston College 1987. Hon forskar om bland annat vetenskapsteori, vetenskapshistoria och estetik. Babich har influerats av Nietzsche, Heidegger och Hölderlin.